# Conseil de souveraineté (1986)
Pour les articles homonymes, voir Conseil de souveraineté.
Le Conseil de souveraineté est l'organe exécutif mis en place en 1986 au Soudan. Il remplace le Conseil militaire de transition, mis en place après le coup d'État du 6 avril 1985 au Soudan.
Il est à son tour renversé par le coup d'État du 30 juin 1989 au Soudan.

## Historique
Composé de sept membre, le Conseil de souveraineté est élu en 1986 par l'Assemblée constituante, il remplace le Conseil militaire de transition, mis en place après le coup d'État du 6 avril 1985 au Soudan.
Il est à son tour renversé par le coup d'État du 30 juin 1989 au Soudan.

## Composition
- Président : Ahmed al-Mirghani
- Membres : Idris Abdallah Al Banna, Ali Hassan Tajouddin, Mohamed Hassan Abdallah Yassin, Pacifico Lado Loulec, Mohamed Al-Hassan Abdallah Yassin puis Merghani Al-Nasri (à partir de 1987)